# Gabriella Thevenin
Suor Gabriella Thevenin (Argent-sur-Sauldre, 19 maggio 1823 – Arezzo, 2 febbraio 1889) è stata una religiosa italiana, fondatrice del primo asilo di Arezzo e di un orfanotrofio.

## Biografia
Nacque ad Argent-sur-Sauldre in Francia il 19 maggio 1823 da una famiglia facoltosa, il padre, Agostino Cipriano, era un notaio. Chiamata alla vocazione religiosa, frequentò il seminario della Compagnia di San Vincenzo de' Paoli a Parigi ed entrò in comunità il 6 dicembre 1848 divenendo una suora Figlia della Carità di San Vincenzo de' Paoli.
Arrivata in Italia, in un primo momento venne destinata a Prato, in seguito venne trasferita a Fermo dove diresse il Conservatorio delle orfane. 
Nel 1860 venne trasferita ad Arezzo per costituire la comunità vincenziana di cui divenne suora servente con il compito di fondare e gestire un asilo infantile di cui la città era priva, che prese il nome di "Asili Infantili Aliotti", ancora in funzione.
Nel 1864 fondò una scuola elementare, una scuola per adulti e una scuola di tessitura per insegnare alle orfane e alle ragazze povere un mestiere con cui mantenersi ed essere autonome.
Nel 1870 fondò un orfanotrofio per bambine e ragazze a cui, sia in vita, sia per testamento, donò tutte le ingenti sostanze familiari. Nel 1935 le fu intitolato l'orfanotrofio, che assunse e mantiene ancora oggi il nome di «Thevenin».
Nel marzo 2024 il Comune di Arezzo le ha intitolato una piazza. 